# Campionat del món de rem de 2017
El campionat del món de rem de 2017 va ser la 47a edició del campionat del món de rem, que es va celebrar entre el 24 de setembre i l'1 d'octubre de 2017 a Sarasota, a l'estat de Florida (Estats Units).

## Resultats
Categories no olímpiques

### Categories masculines
| Event | Or | Or      | Plata | Plata   | Bronze | Bronze  |
| M1x   | Ondřej Synek · Txèquia | 6:40.64 | Ángel Fournier · Cuba | 6:43.49 | Tom Barras · Regne Unit | 6:45.14 |
| M2x   | Nova Zelanda · John Storey · Chris Harris | 6:10.07 | Polònia · Mirosław Ziętarski · Mateusz Biskup | 6:10.66 | Itàlia · Filippo Mondelli · Luca Rambaldi | 6:11.33 |
| M4x   | Lituània · Dovydas Nemeravičius · Martynas Džiaugys · Rolandas Maščinskas · Aurimas Adomavičius                                                                     | 5:43.10 | Regne Unit · Jack Beaumont · Jonathan Walton · John Collins · Graeme Thomas                                                                                            | 5:45.03 | Estònia · Kaur Kuslap · Allar Raja · Tõnu Endrekson · Kaspar Taimsoo                                                                                         | 5:45.32 |
| M2−   | Itàlia · Matteo Lodo · Giuseppe Vicino | 6:16.22 | Croàcia · Martin Sinković · Valent Sinković | 6:16.56 | Nova Zelanda · Tom Murray · James Hunter | 6:20.85 |
| M4−   | Austràlia · Joshua Hicks · Spencer Turrin · Jack Hargreaves · Alexander Hill                                                                                        | 5:55.24 | Itàlia · Marco Di Costanzo · Giovanni Abagnale · Matteo Castaldo · Domenico Montrone                                                                                   | 5:57.19 | Regne Unit · Matthew Rossiter · Mohamed Sbihi · Matthew Tarrant · William Satch                                                                              | 5:57.99 |
| M2+   | Hongria · Adrián Juhász · Béla Simon · Andrea Vanda Kolláth | 6:54.80 | Austràlia · Darcy Wruck · Angus Widdicombe · James Rook | 6:56.60 | Alemanya · Malte Grossmann · Finn Schröder · Jonas Wiesen | 6:58.37 |
| M8+   | Alemanya · Johannes Weißenfeld · Felix Wimberger · Max Planer · Torben Johannesen · Jakob Schneider · Malte Jakschik · Richard Schmidt · Hannes Ocik · Martin Sauer | 5:26.85 | Estats Units · Dariush Aghai · Yohann Rigogne · Alexander Karwoski · Jordan Vanderstoep · Thomas Peszek · Nicholas Mead · Andrew Reed · Patrick Eble · Julian Venonsky | 5:28.45 | Itàlia · Cesare Gabbia · Emanuele Liuzzi · Luca Parlato · Paolo Perino · Bruno Rosetti · Mario Paonessa · Davide Mumolo · Leonardo Pietra · Enrico D'Aniello | 5:28.90 |
| LM1x  | Irlanda · Paul O'Donovan | 6:48.87 | Nova Zelanda · Matthew Dunham | 6:52.16 | Noruega · Kristoffer Brun | 6:52.35 |
| LM2x  | França · Pierre Houin · Jérémie Azou | 6:13.10 | Itàlia · Stefano Oppo · Pietro Ruta | 6:15.15 | R.P. de la Xina · Sun Man · Fan Junjie | 6:15.40 |
| LM4x  | França · François Teroin · Damien Piqueras · Maxime Demontfaucon · Stany Delayre                                                                                    | 5:51.85 | Regne Unit · Edward Fisher · Zak Lee-Green · Peter Chambers · Gavin Horsburgh                                                                                          | 5:52.02 | Grècia · Ninos Nikolaidis · Panagiotis Magdanis · Spyridon Giannaros · Eleftherios Konsolas                                                                  | 5:53.64 |
| LM2−  | Irlanda · Mark O'Donovan · Shane O'Driscoll | 6:32.42 | Itàlia · Giuseppe Di Mare · Alfonso Scalzone | 6:34.20 | Brasil · Xavier Vela · Willian Giaretton | 6:35.30 |
| LM4−  | Itàlia · Federico Duchich · Leone Barbaro · Lorenzo Tedesco · Piero Sfiligoi                                                                                        | 5:59.60 | Rússia · Maksim Telitcyn · Aleksandr Bogdashin · Alexander Chaukin · Aleksey Vikulin                                                                                   | 6:01.91 | Alemanya · Patrik Stöcker · Sven Kessler · Jonathan Koch · Julius Peschel                                                                                    | 6:03.37 |

### Categories femenines
| Event | Or | Or      | Plata | Plata   | Bronze | Bronze  |
| W1x   | Jeannine Gmelin · Suïssa | 7:22.58 | Victoria Thornley · Regne Unit | 7:24.50 | Magdalena Lobnig · Àustria | 7:26.56 |
| W2x   | Nova Zelanda · Brooke Donoghue · Olivia Loe | 6:45.08 | Estats Units · Meghan O'Leary · Ellen Tomek | 6:46.57 | Austràlia · Olympia Aldersey · Madeleine Edmunds                                                                                              | 6:49.76 |
| W4x   | Països Baixos · Olivia van Rooijen · Inge Janssen · Sophie Souwer · Nicole Beukers                                                                                        | 6:16.72 | Polònia · Agnieszka Kobus · Marta Wieliczko · Maria Springwald · Katarzyna Zillmann                                                                             | 6:17.71 | Regne Unit · Bethany Bryan · Mathilda Hodgkins-Byrne · Jessica Leyden · Holly Nixon                                                           | 6:19.93 |
| W2−   | Nova Zelanda · Grace Prendergast · Kerri Gowler | 7:00.53 | Estats Units · Megan Kalmoe · Tracy Eisser | 7:04.37 | Dinamarca · Hedvig Rasmussen · Christina Johansen                                                                                             | 7:06.21 |
| W4−   | Austràlia · Lucy Stephan · Katrina Werry · Sarah Hawe · Molly Goodman | 6:33.58 | Polònia · Olga Michalkiewicz · Joanna Dittmann · Monika Ciaciuch · Maria Wierzbowska                                                                            | 6:34.25 | Rússia · Elena Oriabinskaia · Anastasia Tikhanova · Ekaterina Potapova · Alevtina Savkina                                                     | 6:34.67 |
| W8+   | Romania · Ioana Vrinceanu · Viviana-Iuliana Bejinariu · Mihaela Petrila · Iuliana Popa · Mădălina Bereș · Denisa Tilvescu · Adelina Bogus · Laura Oprea · Daniela Druncea | 6:06.40 | Canadà · Lisa Roman · Kristin Bauder · Nicole Hare · Hillary Janssens · Christine Roper · Susanne Grainger · Jennifer Martins · Rebecca Zimmerman · Kristen Kit | 6:07.09 | Nova Zelanda · Ashlee Rowe · Ruby Tew · Georgia Perry · Kelsey Bevan · Kelsi Walters · Rebecca Scown · Lucy Spoors · Emma Dyke · Sam Bosworth | 6:07.27 |
| LW1x  | Sud-àfrica · Kirsten McCann | 7:38.78 | Països Baixos · Marieke Keijser | 7:41.00 | Estats Units · Mary Jones | 7:42.45 |
| LW2x  | Romania · Ionela-Livia Lehaci · Gianina Beleaga | 6:55.88 | Nova Zelanda · Zoe McBride · Jackie Kiddle | 6:56.09 | Estats Units · Emily Schmieg · Michelle Sechser                                                                                               | 6:56.38 |
| LW4x  | Itàlia · Asja Maregotto · Paola Piazzolla · Federica Cesarini · Giovanna Schettino                                                                                        | 6:33.97 | Austràlia · Amy James · Alice Arch · Georgia Miansarow · Georgia Nesbitt                                                                                        | 6:35.47 | R.P. de la Xina · Xuan Xulian · Shen Ling · Pan Dandan · Chen Fang                                                                            | 6:36.33 |

### Categories adaptades
Totes les categories menys PR3Mix2x també són paralímpiques.
| Event    | Or                                                                                               | Or       | Plata                                                                                               | Plata    | Bronze                                                                                                | Bronze   |
| PR1W1x   | Birgit Skarstein · Noruega                                                                       | 11:14.17 | Moran Samuel · Israel                                                                               | 11:20.81 | Sylvia Pille-Steppart · Alemanya                                                                      | 11:55.75 |
| PR1M1x   | Erik Horrie · Austràlia                                                                          | 9:39.48  | Roman Polianskyi · Ucraïna                                                                          | 9:47.89  | Alexey Chuvashev · Rússia                                                                             | 9:52.25  |
| PR2Mix2x | Països Baixos · Annika van der Meer · Corne de Koning                                            | 8:11.00  | Ucraïna · Iaroslav Koiuda · Iryna Kyrychenko                                                        | 8:28.71  | Polònia · Michal Gadowski · Jolanta Majka                                                             | 8:29.77  |
| PR3Mix2x | Brasil · Diana Barcelos de Oliveira · Jairo Klug                                                 | 7:28.95  | França · Antoine Jesel · Guylaine Marchand                                                          | 7:34.70  | Alemanya · Jessica Dietz · Valentin Luz                                                               | 7:40.72  |
| PR3Mix4+ | Regne Unit · Grace Clough · Giedre Rakauskaite · Oliver Stanhope · James Fox · Anna Corderoy (c) | 6:55.70  | Estats Units · Jaclyn Smith · Michael Varro · Zachary Burns · Danielle Hansen · Jennifer Sichel (c) | 7:18.80  | Itàlia · Lucilla Aglioti · Tommaso Schettino · Luca Agoletto · Paola Protopapa · Gaetano Iannuzzi (c) | 7:23.52  |

## Medaller
| Pos.  | País            | Or | Plata | Bronze | Total |
| 1     | Itàlia          | 3  | 3     | 3      | 9     |
| 2     | Nova Zelanda    | 3  | 2     | 2      | 7     |
| 3     | Austràlia       | 3  | 2     | 1      | 6     |
| 4     | França          | 2  | 1     | 0      | 3     |
| 4     | Països Baixos   | 2  | 1     | 0      | 3     |
| 6     | Irlanda         | 2  | 0     | 0      | 2     |
| 6     | Romania         | 2  | 0     | 0      | 2     |
| 8     | Regne Unit      | 1  | 3     | 3      | 7     |
| 9     | Alemanya        | 1  | 0     | 4      | 5     |
| 10    | Brasil          | 1  | 0     | 1      | 2     |
| 10    | Noruega         | 1  | 0     | 1      | 2     |
| 12    | Txèquia         | 1  | 0     | 0      | 1     |
| 12    | Hongria         | 1  | 0     | 0      | 1     |
| 12    | Lituània        | 1  | 0     | 0      | 1     |
| 12    | Sud-àfrica      | 1  | 0     | 0      | 1     |
| 12    | Suïssa          | 1  | 0     | 0      | 1     |
| 17    | Estats Units    | 0  | 4     | 2      | 6     |
| 18    | Polònia         | 0  | 3     | 1      | 4     |
| 19    | Ucraïna         | 0  | 2     | 0      | 2     |
| 20    | Rússia          | 0  | 1     | 2      | 3     |
| 21    | Canadà          | 0  | 1     | 0      | 1     |
| 21    | Croàcia         | 0  | 1     | 0      | 1     |
| 21    | Cuba            | 0  | 1     | 0      | 1     |
| 21    | Israel          | 0  | 1     | 0      | 1     |
| 25    | R.P. de la Xina | 0  | 0     | 2      | 2     |
| 26    | Àustria         | 0  | 0     | 1      | 1     |
| 26    | Dinamarca       | 0  | 0     | 1      | 1     |
| 26    | Estònia         | 0  | 0     | 1      | 1     |
| 26    | Grècia          | 0  | 0     | 1      | 1     |
| Total | Total           | 26 | 26    | 26     | 78    |